# 联兴镇
联兴镇，是中华人民共和国黑龙江省哈尔滨市双城区下辖的一个镇，位于双城区东，同三高速穿境而过。
2014年11月11日，黑龙江省民政厅批复同意撤销联兴满族乡，设立联兴镇。

## 行政区划
联兴镇下辖以下地区：
育新村、育人村、创富村、农富村、跃进村、宏升村、西官村、团结村、连丰村、保丰村、快乐村、增胜村、创勤村和鑫富村。